# 용면초등학교
용면초등학교는 대한민국 전라남도 담양군 용면 추성리에 있는 공립 초등학교이다.

## 학교 연혁
- 1933년 5월 19일 용면공립보통학교(4년제) 개교
- 1938년 4월 1일 용면공립심상소학교로 개칭
- 1940년 3월 31일 6년제로 개편
- 1941년 4월 1일 용면공립국민학교로 개칭
- 1981년 1월 23일 병설유치원 설립인가
- 1991년 3월 1일 용연분교장 편입
- 1996년 3월 1일 용면초등학교로 개칭
- 2000년 3월 1일 용연분교장 통폐합
- 2018년 2월 12일 제81회 3명 졸업(총 5,582명 배출)
- 2018년 3월 1일 제30대 김경수 교장 부임

## 참고 자료
- 용면초등학교 - 한국교육학술정보원 학교알리미